# Koha Jonë
Koha Jonë (albanisch Unsere Zeit) ist eine albanische Tageszeitung und ein Medienunternehmen mit Sitz in Tirana. Einst die führende Zeitung des Landes, ist die Auflage auf wenige Tausend Exemplare geschrumpft (2001: 8000 Exemplare, 2008: 2500 Exemplare).

## Geschichte
Am 11. Mai 1991 – einige Monate nach dem Sturz des Kommunismus in Albanien – veröffentlichten Nikollë Lesi und Aleksandër Frangaj in der nordalbanischen Stadt Lezha die erste Ausgabe der Zeitung. Nach einigen Monaten wechselten sie in die Hauptstadt Tirana. Lesi und Frangaj waren die ersten Chefredakteure der Zeitung.
Im Gründungsjahr 1991 entwickelte sich Koha Jonë zu einer der einflussreichsten Zeitungen des Landes und zog viele landesweit berühmte Publizisten an. 1992 ging der Erfolg weiter, und der Zeitung gliederten sich bekannte Namen der albanischen Presse an wie Ben Blushi, Armand Shkullaku, Andi Bushati, Andi Bejtja und Frrok Cupi. Mit der Zeit nahm Koha Jonë eine eher kritische Position gegenüber den Präsidenten Sali Berisha und den Regierungen ein und wurde zur Opposition im Land. 1994 erreichte die Zeitung eine landesweite Druckauflage von 73.000 Exemplaren, die nie mehr von der albanischen Presse übertroffen wurde.
1996 wurde Nikollë Lesi alleiniger Aktionär des Unternehmens, nachdem er die 40 Prozent seines Partners Aleksandër Frangaj aufgekauft hatte.
Während des Lotterieaufstandes 1997 wurde am 2. März, in der ersten Nacht nach der Verhängung des Ausnahmezustands, der Sitz in Tirana niedergebrannt. Die Täter konnten nicht identifiziert werden.
Nach 1997 verfielen Einfluss und Gewicht der Zeitung zunehmend, bis 2007 Lesi sein Unternehmen an Aleksandër Frangaj, seinen früheren Partner, verkaufte und Koha Jonë somit Teil der Mediengruppe um TV Klan wurde.